# 5045 Hoyin
5045 Hoyin eller 1978 UL2 är en asteroid i huvudbältet som upptäcktes den 29 oktober 1978 av Purple Mountain-observatoriet i Nanjing, Kina. Den är uppkallad efter Yin Ho.
Den tillhör asteroidgruppen Themis.